# Горное (Шахтёрский городской совет)
Го́рное (укр. Гірне) — посёлок, входит в Шахтёрский городской совет Донецкой области Украины. Находится под контролем самопровозглашённой Донецкой Народной Республики.

## География

#### Соседние населённые пункты по странам света
С: —
СЗ: Дорофеенко, Виктория, Контарное
З: город Шахтёрск, Молодецкое
СВ, В, ЮВ: город Торез (ниже по течению Севастьяновки)
ЮЗ: Зарощенское, Большая Шишовка
Ю: Терновое

## Население
Население по переписи 2001 года составляло 1409 человек.

## Общая информация
Телефонный код — 6255. Код КОАТУУ — 1415390003.

## Местный совет
86200, Донецкая обл., г. Шахтерск, ул.Ленина, 4, тел. 4-21-17